# Qua lại không gây hại

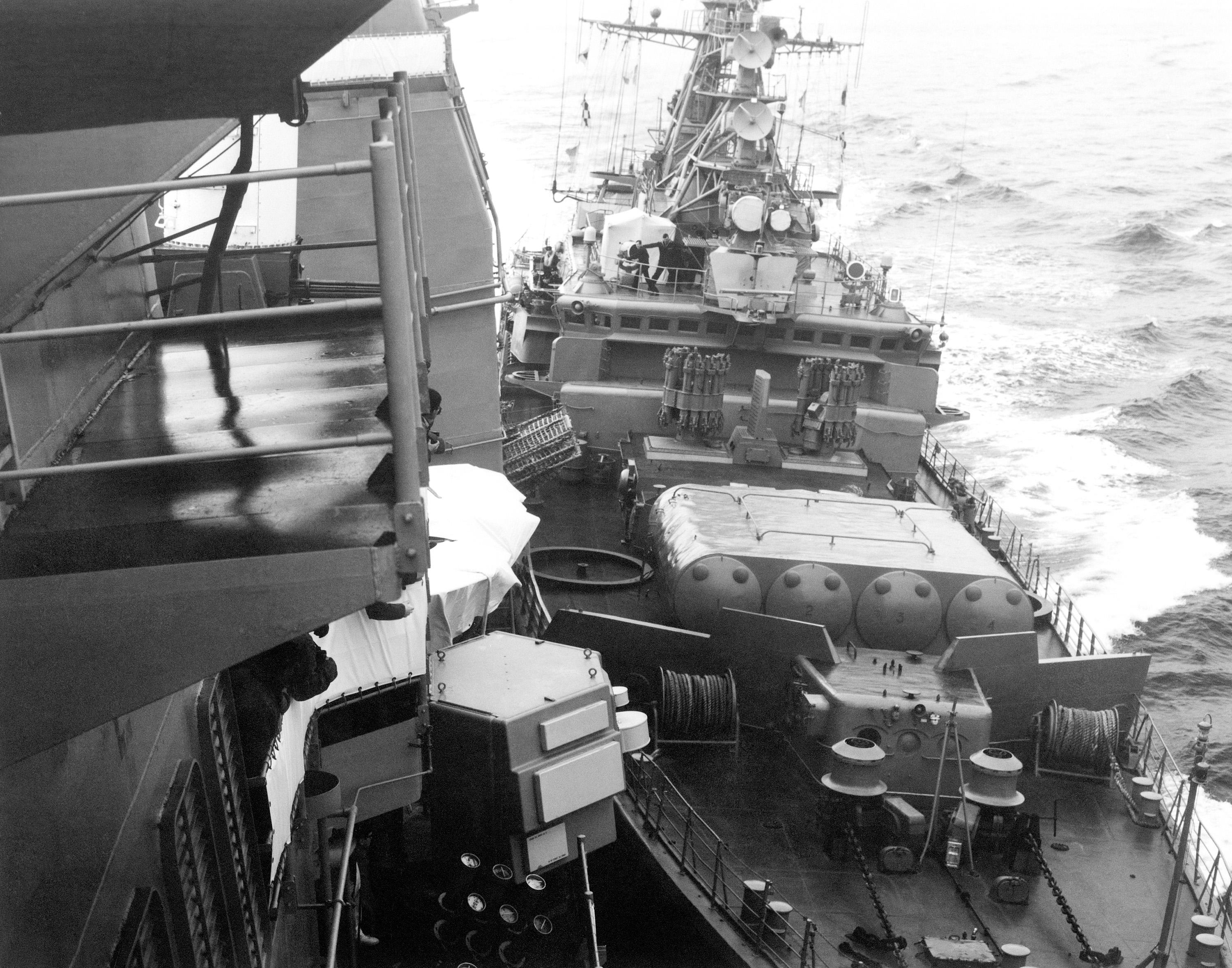
Vào ngày 12 tháng 2 năm 1988, tàu tuần dương USS Yorktown của Hải quân Hoa Kỳ, khi đang thực hiện "quyền đi qua vô hại" trong lãnh hải của Liên Xô, đã bị tàu khu trục Liên Xô Bezzavetniy đâm (trong hình) với ý định đẩy Yorktown ra vùng biển quốc tế. Hành động này được gọi là "sự cố cuối cùng của Chiến tranh Lạnh". Dịch vụ được mô tả: Đa quốc gia Tàu khu trục MISSILE dẫn đường lớp Krivak I của SOviet BEZZAVETNY (FFG 811) va chạm với tàu tuần dương MISSILE dẫn đường USS YORKTOWN (CG 48) khi tàu Mỹ thực hiện quyền tự do đi qua vùng lãnh hải 12 dặm do Liên Xô tuyên bố chủ quyền

Qua lại không gây hại là một khái niệm được sử dụng trong Công ước Liên hiệp quốc về luật biển 1982 về việc cho phép tàu thuyền nước ngoài qua lại trong vùng lãnh hải của một quốc gia hay vùng lãnh thổ có chủ quyền, với một số hạn chế nhất định về quyền của các tàu thuyền đó. Theo điều 17 Công ước này thì tàu thuyền của mọi quốc gia, có biển hay không có biển, đều có quyền qua lại không gây hại trong lãnh hải của quốc gia khác. Khoản 1 điều 19 Công ước này ghi rõ:
Passage is innocent so long as it is not prejudicial to the peace, good order or security of the coastal State. Such passage shall take place in conformity with this Convention and with other rules of international law.
Bản dịch:
Qua lại được coi là không gây hại khi nó không gây thiệt hại cho hòa bình, trật tự hoặc an ninh của quốc gia ven biển. Việc qua lại như vậy sẽ được thực hiện phù hợp với Công ước này và với các quy định khác của luật quốc tế.

## Quyền tài phán
Qua lại không gây hại phải được hiểu như là việc đi lại nhưng không gây tổn hại đến hòa bình, an ninh, trật tự hay các lợi ích chính đáng của quốc gia ven biển. Danh sách các hoạt động không liên quan đến hoạt động qua lại mà tàu thuyền nước ngoài không được phép thực hiện đã được kê trong khoản 2 điều 19 Công ước Liên hiệp quốc về luật biển năm 1982. Các quốc gia ven biển không được phép đặt điều kiện cho tàu thuyền nước ngoài khi đi qua lãnh hải của mình như: phải xin phép hoặc thông báo trước.
Khi thực hiện quyền qua lại không gây hại thì tàu thuyền nước ngoài phải tôn trọng các quy định hợp pháp trong luật của quốc gia ven biển. Các tàu thuyền quân sự hay tàu thuyền khác của nhà nước sử dụng vào mục đích phi thương mại được hưởng quyền miễn trừ tài phán hình sự và tài phán dân sự, nhưng quốc gia mà tàu thuyền đó treo cờ phải chịu trách nhiệm trước các vi phạm (có thể) do các tàu thuyền này gây ra trong lãnh hải của quốc gia ven biển.
Công ước 1982 không quy định quyền tài phán hình sự của quốc gia ven biển đối với tàu thuyền nước ngoài để có thể bắt giữ hay tiến hành dự thẩm sau một vụ việc vi phạm hình sự xảy ra trên con tàu này trong quá trình nó đi qua lãnh hải của quốc gia ven biển, nhưng quốc gia ven biển có quyền thực hiện quyền tài phán nếu hậu quả của vụ vi phạm đó có liên quan đến lợi ích của quốc gia ven biển, chẳng hạn: phá hoại hòa bình; an ninh; trật tự của quốc gia ven biển, thuyền trưởng hoặc viên chức ngoại giao (lãnh sự) của quốc gia mà tàu này treo cờ yêu cầu hay khi các biện pháp này là cần thiết để chống lại tội phạm buôn lậu ma túy hay các chất kích thích bị cấm khác.
Công ước cũng dự tính quyền của quốc gia ven biển được áp dụng các biện pháp mà luật pháp quốc gia đó quy định để tiến hành bắt giữ, dự thẩm đối với tàu bè nước ngoài đi qua lãnh hải sau khi rời khỏi nội thủy của quốc gia ven biển đó nhằm bảo vệ an ninh quốc gia. Ngược lại, đối với vụ vi phạm hình sự diễn ra trước khi con tàu nước ngoài (xuất phát từ cảng nước ngoài khác) đi vào lãnh hải, nhưng không vào nội thủy thì quốc gia ven biển đó không có quyền can thiệp.
Quốc gia ven biển cũng không có quyền ép tàu thuyền nước ngoài đang qua lại trên lãnh hải của mình phải dừng lại (hay thay đổi hành trình của nó) nhằm thực hiện quyền tài phán dân sự đối với một cá nhân nào đó trên tàu này, nhưng có quyền áp dụng mọi biện pháp trừng phạt (hoặc đảm bảo an toàn dân sự) mà luật pháp trong nước quy định đối với các tàu thuyền nước ngoài đang neo đậu trong lãnh hải hoặc đi qua lãnh hải ngay sau khi rời khỏi nội thủy của mình.